# Fragile (Film)
Fragile (Original: Frágiles), auch bekannt als Mercy Falls – Geisterwache, ist ein spanischer Horrorfilm von Jaume Balagueró aus dem Jahr 2005.

## Handlung
Amy Nicholls soll nach einem traumatischen Erlebnis als Nachtschwester im Krankenhaus Mercy Falls auf der Isle of Wight arbeiten. Das baufällige Hospital steht kurz vor der Schließung und ist nur wegen Überbelastung nach einem Zugunglück überhaupt noch in Betrieb. Amys Kollegin Helen Perez stellt ihr die letzten verbliebenen Patienten (acht Kinder) vor. Besonders geheimnisvoll ist das unter Mukoviszidose leidende Waisenkind Maggie. Das Mädchen spricht von einer Charlotte, auch „das mechanische Mädchen“ genannt, die im seit 1959 verlassenen zweiten Stock spuken soll.
Eines Tages bleibt Amy mit dem jungen Patienten Simon, der auf mysteriöse Weise eine doppelte Oberschenkel-Fraktur erlitt, im Aufzug stecken. Hausmeister Roy kann ihr nicht helfen. Kurz darauf erfährt Amy von Maggie, dass ihre Vorgängerin Susan, mit der sie befreundet war, aus Angst gekündigt hat. Als Amy Susan zuhause besuchen will, erfährt sie, dass die Krankenschwester einen Tag zuvor bei einem Verkehrsunfall ums Leben kam.
Nachdem die Kinder im Krankenhaus einen Dornröschen-Zeichentrickfilm von 1959 gesehen haben, redet Maggie mit Amy über einen Kuss aus Liebe. Während des Gesprächs sieht Amy in einem leeren Bett plötzlich etwas unter der Bettdecke atmen und gerät daraufhin in Panik. Der Stationsarzt versucht, sie zu beruhigen, indem er ihr einredet, dass ihr Trauma solche Halluzinationen auslösen kann.
Später spricht die junge Krankenschwester mit zwei alten Krankenschwestern über Verbindungen ins Jenseits. Diese erzählen ihr, dass Susan spirituell begabt war und wohl geahnt hat, dass etwas in diesem Krankenhaus ist, was diese Welt nicht verlassen will oder kann. Sie meinen, es gebe Wesen, die immer in der Nähe dessen bleiben wollen, was sie lieben. Diese könnten von Menschen gesehen werden, die ihrem eigenen Tode nahe sind. Nebenbei erhält sie von einem autistischen Jungen ein Schmetterlingsbild.
Als Roy versucht, die Würfel, mit denen Maggie mit Charlotte kommuniziert, einzupacken, fordern die Würfel von ihm „nicht anfassen“, und er wird augenscheinlich durch das mechanische Mädchen umgebracht.
Amy will unbedingt das Geheimnis um Charlotte lüften und wagt sich in die zweite Etage. Dort findet sie in einem mit Schmetterlingen dekorierten Raum ein altes Foto von einem Mädchen im Rollstuhl und einer Krankenschwester sowie einen Film, der dieses Mädchen bei der Behandlung der Osteogenesis imperfecta zeigt. Amy erzählt dem Stationsarzt Robert, dass sie das „mechanische Mädchen“ gesehen hat und überredet ihn dazu, in den Akten nach dieser Charlotte zu suchen. Auch wenn er nicht ganz überzeugt davon ist, ordnet er die sofortige Flucht an.
Als Amy Hilfe holt, erfährt sie von der alten Krankenschwester, dass das „Glasmädchen“ damals eigentlich auf dem Weg der Besserung war, dann jedoch seltsamerweise einen Rückfall erlitt. Kurz darauf stellte sich heraus, dass seine damalige persönliche Krankenschwester dem Mädchen die Knochen gebrochen und das Kind ermordet hatte. Anschließend stürzte die Schwester sich mit dem Gestell des Mädchens in den Aufzugschacht. Sie war so besessen von dem Kind, dass sie es einfach nicht ertragen konnte, von ihr getrennt zu werden.
Robert findet während dessen eine Akte, aus der hervorgeht, dass das Mädchen Mandy hieß. Charlotte war der Name der Krankenschwester.
Während die anderen fliehen, ist Maggie nochmal nach oben gegangen, um ihre verlorene Kuscheldecke zu holen. Amy läuft ihr nach, um sie vor Charlottes Geist zu retten, aber Maggie stirbt in ihren Armen. Amy selbst entgeht dem Tod im letzten Moment – durch einen Kuss aus Liebe von Maggie. Nachdem Amy mit Robert und den ehemaligen Schwestern gesprochen hat, wird ein alter Mann im Krankenhaus von einem Arzt an Amys Zimmer vorbeigeschoben. Man schaut durch seine Augen und erfährt, dass Maggie bei dieser auf dem Bett sitzt. Dabei hört man nochmal die Worte der ehemaligen Schwestern.

## Kritiken
Das Lexikon des internationalen Films schreibt, das Werk sei ein „zunächst atmosphärisch dichter Horrorfilm, der sich zusehends in Beliebigkeiten und Genreklischees“ verliere. Des Weiteren werden „die Sorgfalt im filmischen Handwerk, der Mut zum unbequemen Ausgang, die prominente Besetzung […] und vor allem die soliden Kinderdarsteller“ gelobt.

## Auszeichnungen
- 2006 Goya
- 2006 Barcelona Film Award
- 2006 diverse Preise beim Gérardmer Film Festival